# Epipedocera rollei
Epipedocera rollei là một loài bọ cánh cứng trong họ Cerambycidae.